# Hietajärvi (sjö i Gustav Adolfs, Päijänne-Tavastland)
Hietajärvi är en sjö i kommunen Gustav Adolfs i landskapet Päijänne-Tavastland i Finland. Sjön ligger 109,7 meter över havet. Arean är 81 hektar och strandlinjen är 5,79 kilometer lång. Sjön  ingår i Kymmene älvs huvudavrinningsområde.   Den ligger omkring 65 km nordöst om Lahtis och omkring 160 km norr om Helsingfors. 